# Campbell, Dominica
Campbell este un oraș din Dominica.